# Bittacus henryi
Bittacus henryi is een schorpioenvlieg uit de familie van de hangvliegen (Bittacidae). De wetenschappelijke naam van de soort is voor het eerst geldig gepubliceerd door Kimmins in 1928.
De soort komt voor in Sri Lanka.